# Kasteel van Josselin
Het Kasteel van Josselin (Frans: Château de Josselin) is een kasteel in de Franse gemeente Josselin. Het kasteel is een beschermd historisch monument sinds 1928 en in bezit van de hertogelijke familie De Rohan-Chabot.

## Geschiedenis
Guéthenoc de Porhoët, burggraaf van Porhoët, Rohan en Guémené, besloot in 1008 een kasteel te bouwen, waarvoor hij een rotsachtig voorgebergte koos dat over de vallei van de Oust uitkeek. Het nieuwe bolwerk werd naar Guéthénocs zoon, Goscelinus, vernoemd. De naam wordt vermeld in het cartularium van de abdij van Saint-Sauveur in Redon (1080) als castellum et castrum Goscelini, maar rond 1108 werd het al Castellum Joscelini genoemd.
In 1154 verzamelde burggraaf Odo van Porhoët, stiefvader, voogd en regent van de jonge hertog Conan IV van Bretagne, de Bretonse edelen rondom zich om Conan zijn erfgoed te ontnemen, maar hij werd verslagen door Hendrik II van Engeland, die tevens hertog van Anjou was, wiens bescherming Conan had gezocht. Hendrik liet zijn vierde zoon, Godfried, trouwen met Conans enige kind, Constance I van Bretagne, en Hendrik en zijn zoon lieten het kasteel van Josselin neerhalen in 1168 en 1175. Hendrik II leidde zelf de sloop en strooide zout in de ruïnes.
Toen Olivier de Clisson in 1370 de heerlijkheid Josselin verkreeg, begon hij met de bouw van een imposant nieuw bolwerk met acht torens en een donjon, waarvan er vandaag nog vier overblijven. Het kasteel werd in de jaren 1620 deels gesloopt op bevel van kardinaal de Richelieu na het neerslaan van de Hugenotenopstanden.

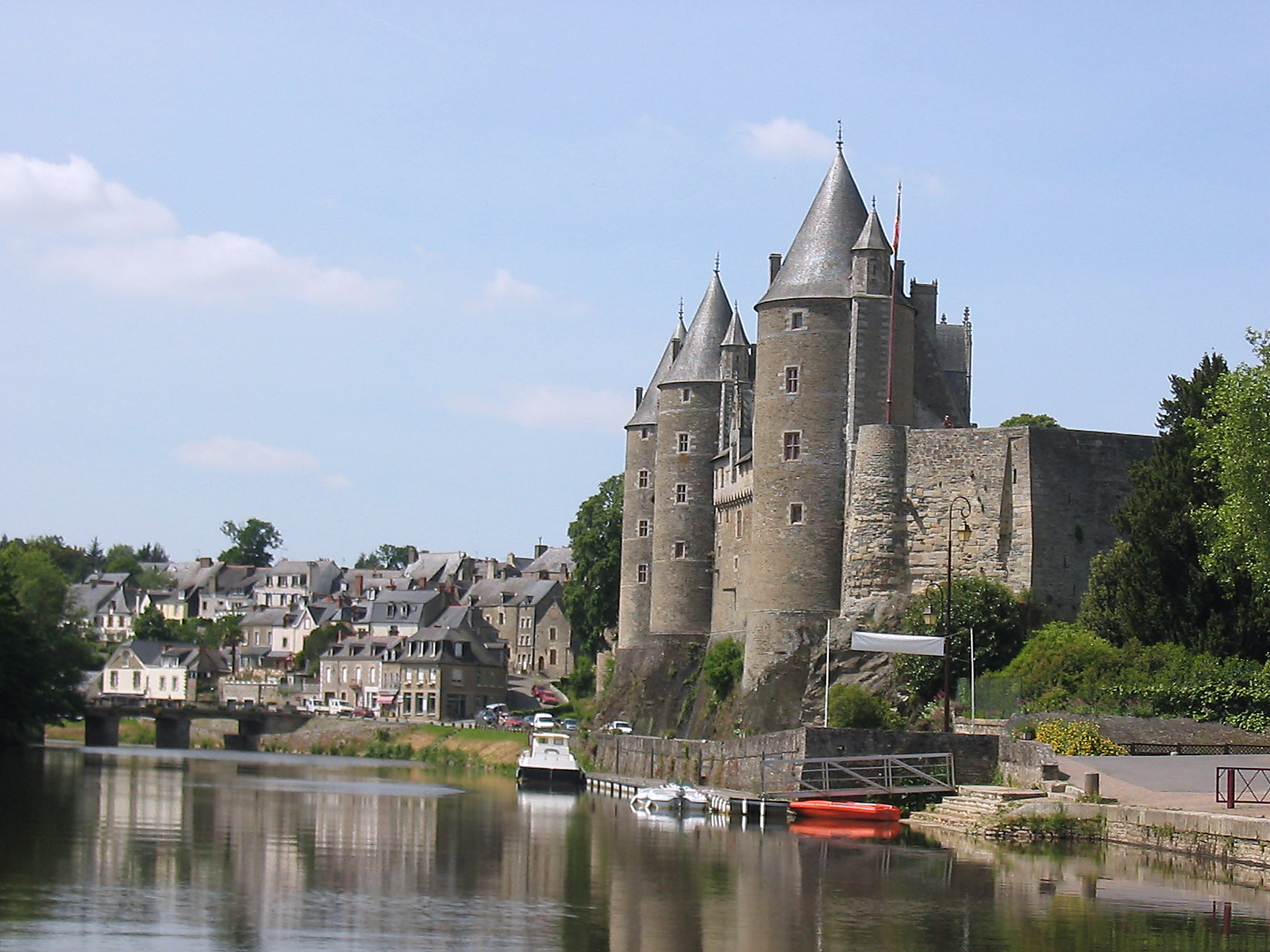
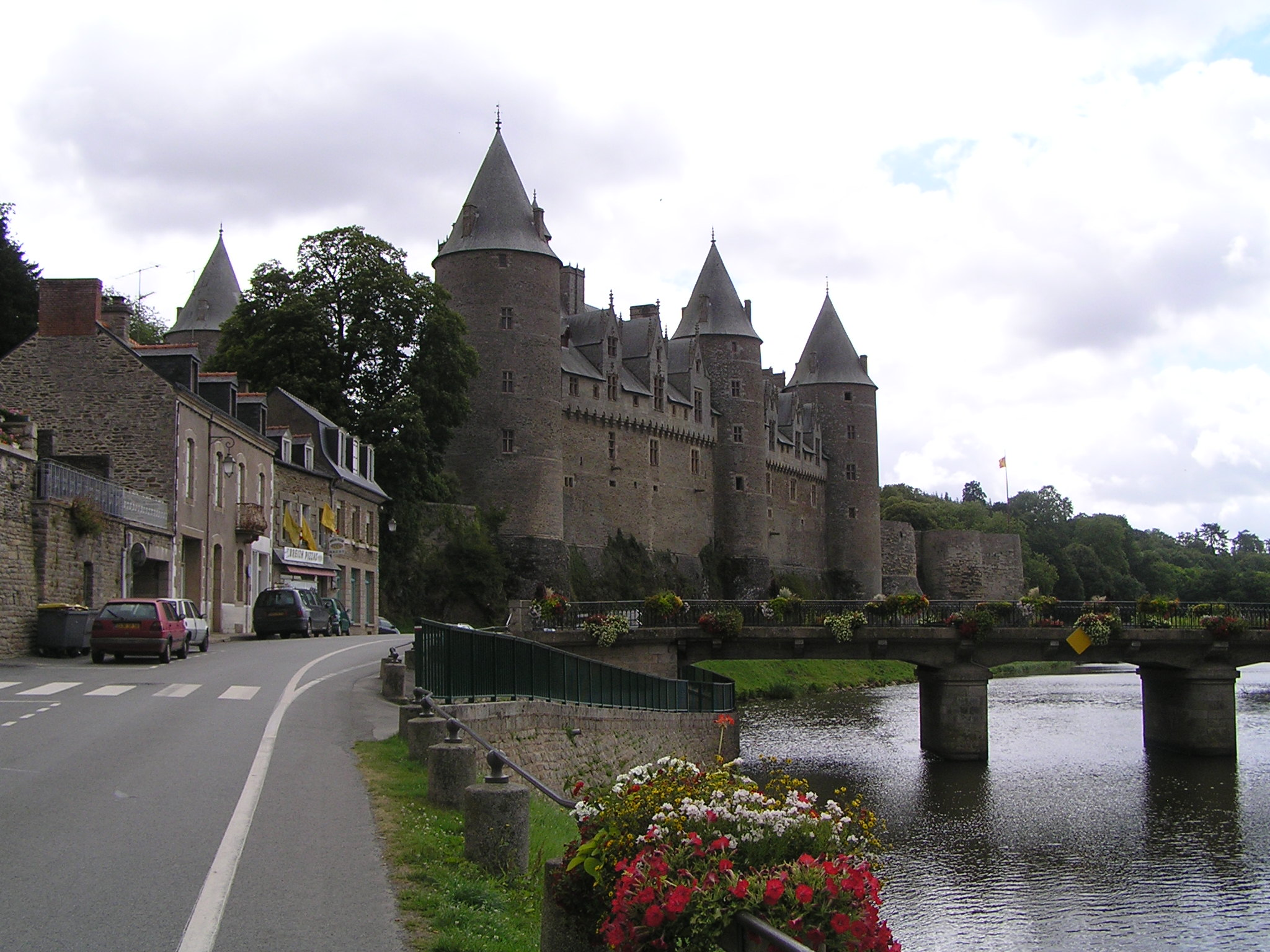
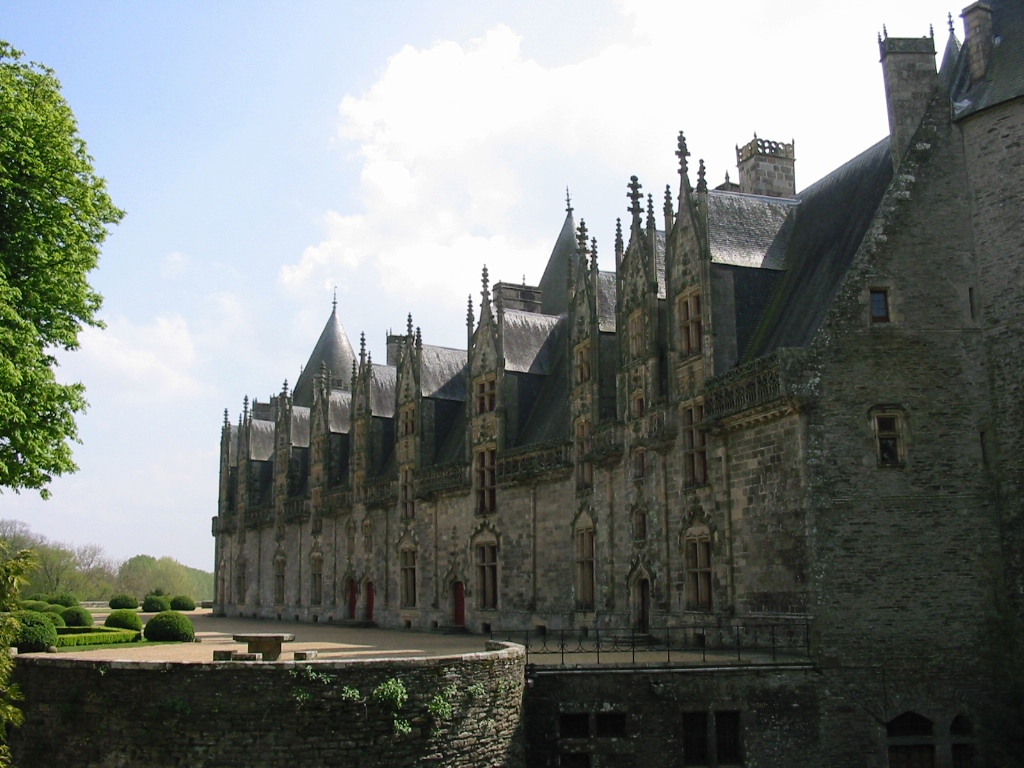
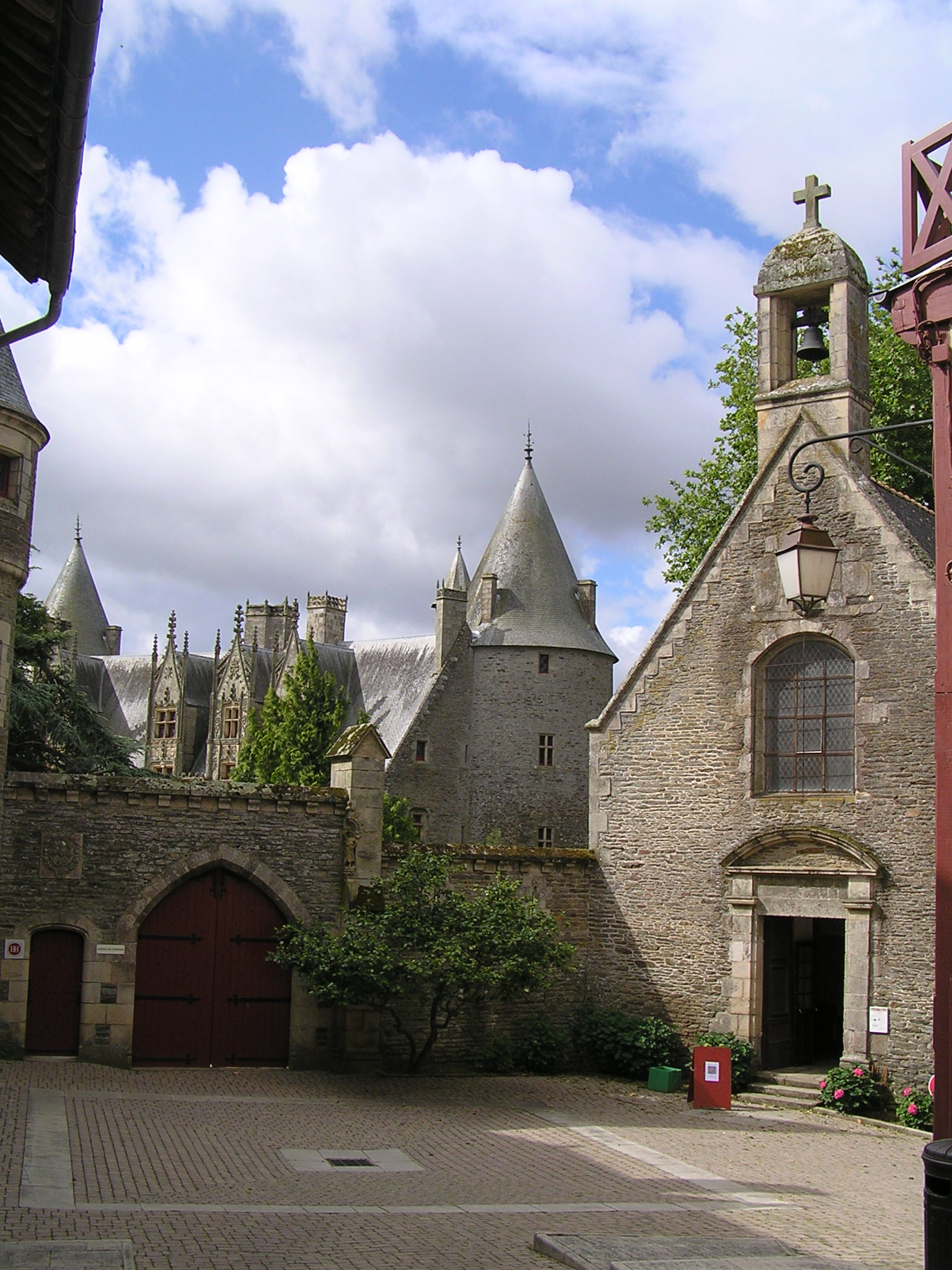
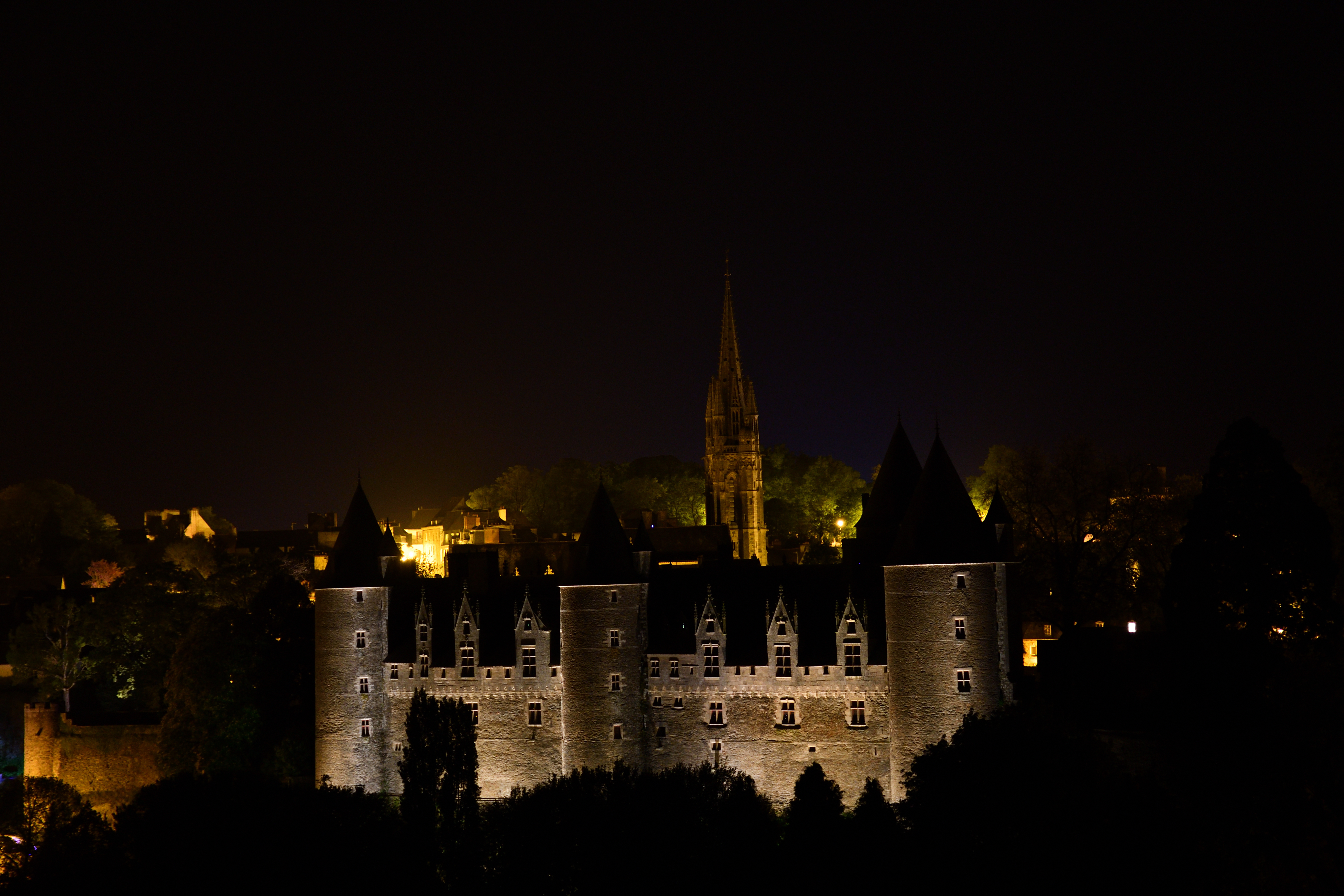
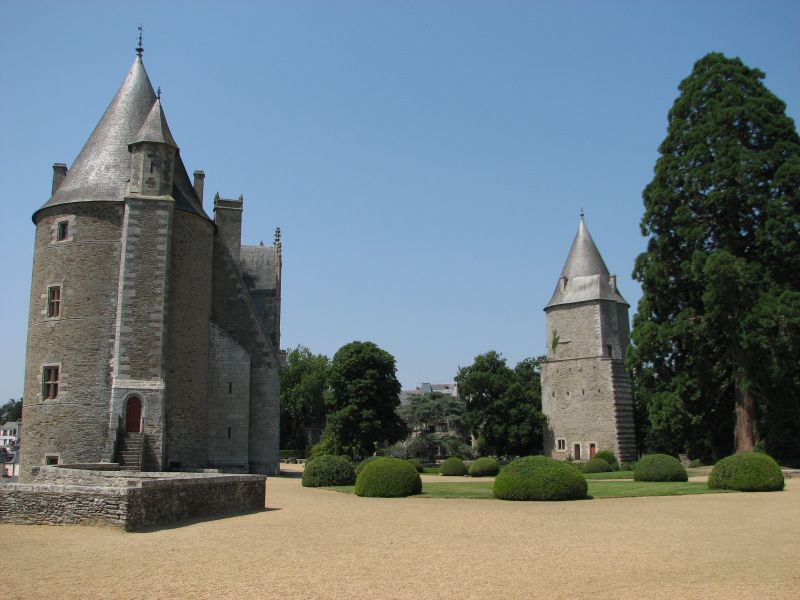
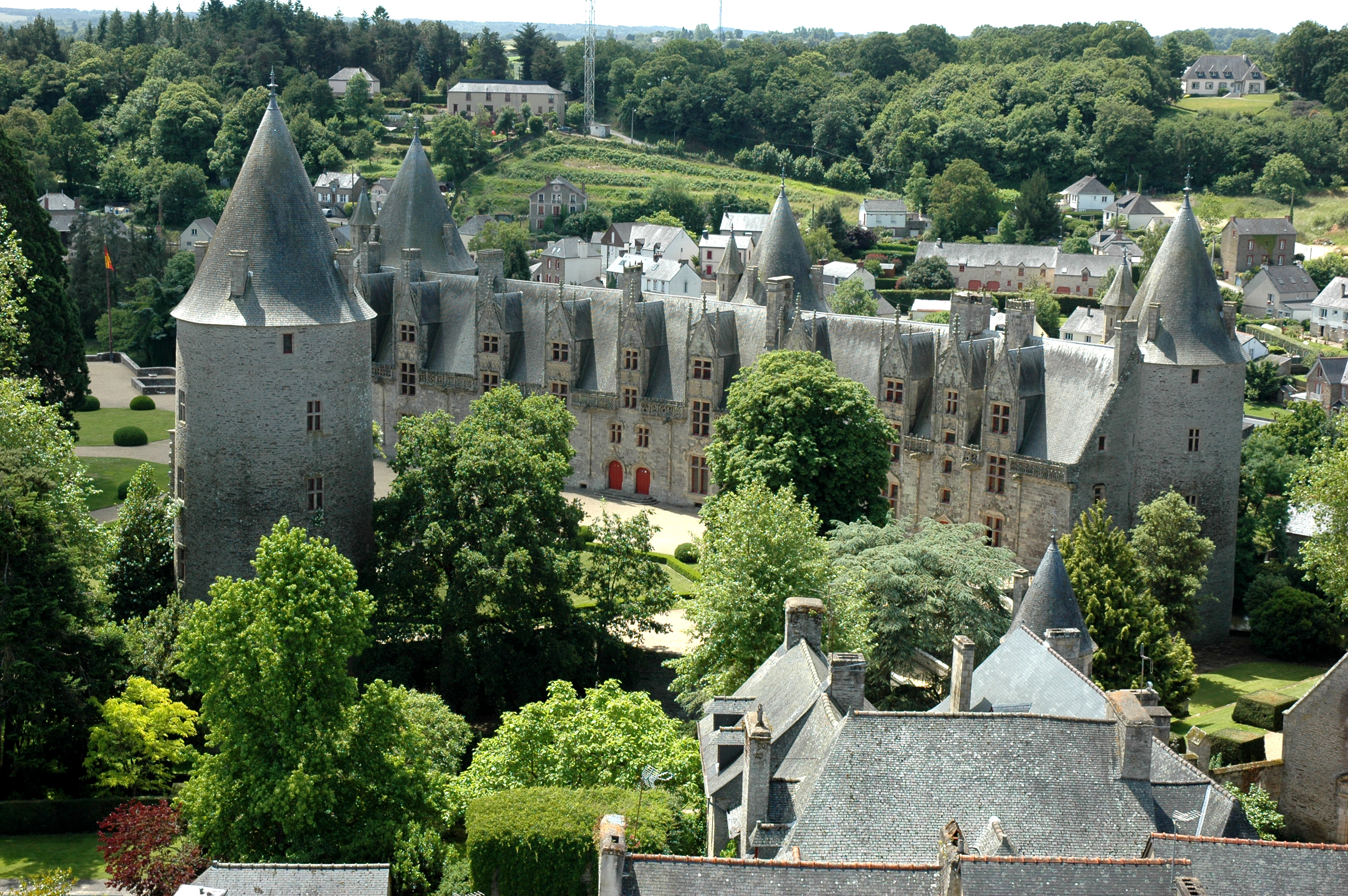